# Chatian (köpinghuvudort i Kina, Zhejiang Sheng, lat 27,88, long 118,99)
Chatian (kinesiska: 查田镇, 查田) är en köpinghuvudort i Kina. Den ligger i provinsen Zhejiang, i den östra delen av landet, omkring 290 kilometer sydväst om provinshuvudstaden Hangzhou. Antalet invånare är 10 790. Befolkningen består av 5 244 kvinnor och 5 546 män. Barn under 15 år utgör 18,0 %, vuxna 15-64 år 68 %, och äldre över 65 år 13,0 %.
Runt Chatian är det ganska tätbefolkat, med 80 invånare per kvadratkilometer. Närmaste större samhälle är Badu, 12,6 km norr om Chatian. I omgivningarna runt Chatian växer i huvudsak blandskog.
Genomsnittlig årsnederbörd är 2 342 millimeter. Den regnigaste månaden är juni, med i genomsnitt 422 mm nederbörd, och den torraste är oktober, med 61 mm nederbörd.